# Alborea
Alborea est une commune d'Espagne de la province d'Albacete dans la communauté autonome de Castille-La Manche. Elle est située à 58 km de la capitale provinciale.

## Géographie
Située dans la région de La Manchuela, elle se trouve à 60 kilomètres d'Albacete. La commune est traversée par la route N-322, entre les km 410 et 417, ainsi que par la route régionale CM-3207 (Alborea-Balsa de Ves) et par des routes locales qui permettent de communiquer avec les communes voisines d'Alcalá del Júcar et de Casas de Ves.
Le relief de la commune présente deux zones distinctes. La moitié sud appartient à La Manchuela, essentiellement plate mais avec quelques collines éparses comme le Cerro del Cuchillo (745 mètres) ou le Cerro de los Moñigos (742 mètres). La moitié nord fait déjà partie de la dépression de la rivière Cabriel, frontière naturelle avec la Communauté valencienne. L'altitude varie de 745 mètres (Cerro del Cuchillo) à 400 mètres sur les rives du Cabriel. Le village se trouve à 700 mètres au-dessus du niveau de la mer.

## Histoire
Le nom Alborea vient de l'arabe Al-Burayat (La Torrecilla), un terme qui désignait une tour musulmane qui aurait été construite pour surveiller la route qui reliait les plaines d'Albacete à la péninsule orientale par Requena, et dont les vestiges sont conservés près du village ; on pense que l'emplacement original de la tour se trouvait à côté de l'église de la Nativité, peut-être à l'emplacement du clocher actuel.
L'origine du village date d'après cette période et est liée au processus de la Reconquête et à ses effets de repeuplement, bien qu'il y ait des traces de sites archéologiques peut-être préhistoriques et le témoignage d'un beau pont romain, encore en très bon état.
C'est le roi Alphonse VIII qui occupa, repeupla et ordonna légalement ces terres d'Alborea à partir de 1211, selon le fuero de Cuenca, à l'évêché duquel il les rattacha. Cependant, la faiblesse de ce processus de repeuplement a entraîné la perte de ces terres au profit des musulmans, et le monarque a dû les récupérer à nouveau en 1213, en les ajoutant au district de Cuenca et en les plaçant entre les mains de plusieurs chevaliers.
Après sa conquête et son repeuplement, Alborea devint un petit village dépendant du conseil d'Alarcón, et la richesse du lieu fut liée à la seigneurie de Gonzalo Ruiz de Atienza, qui fut chargé de la défense de cette zone située au sud de l'évêché de Cuenca et au nord du Júcar à Albacete.
En 1226, par un privilège d'Alphonse X le Sage, l'État de Jorquera a été créé et le village d'Alborea lui a été ajouté. Par la suite, il fut intégré au grand ensemble du marquisat de Villena, le village d'Alborea prenant la place de celui de Jorquera. Elle est restée sous sa domination jusqu'au XIXe siècle, date à laquelle elle a obtenu l'autonomie municipale, son destin étant lié à la gouvernance agitée et conflictuelle de certains des marquis de ce territoire.
À la fin du XIVe siècle, Alborea passa à la couronne de Castille avec Enrique III, et au milieu du XVe siècle à Don Juan Pacheco, qui perdit la majeure partie du marquisat lorsqu'il défendit la cause de Doña Juana. Le village d'Alborea n'est pas passé à la Couronne et est resté dans le marquisat, jusqu'à son abolition au XIXe siècle, soumis à un processus de seigneurialisation qui s'est accentué à l'époque moderne et principalement au XVIIe siècle.
En 1586, Philippe II décida de diviser la province du marquisat et Alborea fit partie du Corregimiento de San Clemente, et dans les Relaciones Topográficas de Felipe II
du 1er mars 1597, il est indiqué qu'elle appartient à la ville de Jorquera. À partir de 1643, des distributions ont été effectuées à la demande du domaine de San Clemente pour payer les guerres en Catalogne.
Au XVIIIe siècle, Alborea continue d'être un lieu de seigneurie, sans terme, appartenant à la ville de Jorquera et au district de Cuenca. Le premier tiers du siècle fut extrêmement cruel pour Alborea en raison de la guerre de succession. À partir de la seconde moitié du siècle, l'autorité de la seigneurie s'effondre et les conflits entre le village d'Alborea et les autorités de l'État de Jorquera sont fréquents, tandis que l'on assiste à une reprise démographique et économique.
Les premières décennies du XIXe siècle n'ont pas été faciles pour Alborea, qui a dû subir, comme le reste du pays, la guerre d'indépendance et surtout les pillages des Français, qui ont saccagé une partie de son église. Par la suite, elle subit les attaques des carlistes qui, plus d'une fois, la mirent à sac. Dans le premier tiers de ce siècle, Alborea devint une ville et le premier conseil municipal constitutionnel fut constitué.
Au XXe siècle, trois événements ont eu une influence particulière sur la ville : la guerre civile, qui a perturbé la coexistence séculaire et résignée de ses habitants, l'émigration de ses habitants dans les années 1950-1970 et la transition vers la démocratie, qui a permis de retrouver les libertés et la coexistence perdues et de fournir à la population d'Alborea les services dont elle avait besoin.

## Economie
La coopérative San Isidro a été fondée en 1957 par l'union de quelques petits viticulteurs, vignerons et œnologues, avec un rêve commun : pouvoir choisir et sélectionner les meilleurs raisins et, ensemble, obtenir des vins de grande qualité pour pouvoir les défendre sur le marché, d'abord comme vins en vrac, puis comme vins en bouteille.
Cette cave vinifie actuellement des raisins provenant d'environ 900 hectares. Tous ces hectares se trouvent sur le territoire de la commune d'Alborea, à une altitude de plus de 700 m au-dessus du niveau de la mer, et sont presque tous cultivés en vignes non irriguées, avec un vieux vignoble.
Les vignobles sont très anciens et pratiquent une viticulture très traditionnelle avec de faibles rendements et peu de traitements qui garantissent le caractère naturel et biologique du produit.
La cave est équipée des installations les plus modernes pour la sélection de la vendange, le contrôle de la qualité depuis la réception du raisin jusqu'à la vinification, la macération contrôlée, le contrôle de la température de fermentation, le vieillissement en barrique et la mise en bouteille.
La gamme de vins est très variée : les blancs avec toute la typicité aromatique du cépage macabeo, les rosés typiques du cépage bobal et les rouges, produits de la combinaison des cépages macabeo et bobal.
et des vins rouges issus de la bonne combinaison des variétés bobal et cencibel.
L'Alterón, le vin crianza de la coopérative, se distingue par sa couleur rubis intense, son arôme complexe mais délicat et, surtout, sa saveur profonde et chaleureuse et son arrière-goût persistant.
L'activité agricole d'Alborea est fortement marquée par la culture de la vigne, bien que l'on produise également des céréales et des olives et que l'on trouve différents types de bétail. Cependant, les vignobles occupent une place prépondérante non seulement dans l'agriculture, mais aussi dans l'économie globale de cette localité.
Sur les 7555 hectares que compte cette commune, 4174 sont cultivés, dont près de 35 % (1395 hectares) sont occupés par des vignobles, qui sont traités et entretenus de manière traditionnelle afin que les fruits arrivent en parfait état à la cave coopérative et que l'on puisse produire l'un des meilleurs vins de la région.
La plupart de ces 1395 ha de vignobles sont cultivés avec la variété bobal (1121 ha), mais il y a aussi d'autres variétés comme le malvasia (134 ha), le macabeo (20 ha), le cencibel (16 ha), entre autres.

### Communications et transports publics
Alborea est traversée par l'autoroute A-32 / N-322, qui va d'Albacete à Requena, où elle rejoint l'autoroute A3.
La ligne d'autobus 725 (Villatoya - Casas-Ibáñez - Albacete) part de Villatoya vers la ville d'Albacete en semaine, en passant par Alborea, et le trajet dure environ 1 heure. Le week-end, elle part de Casas-Ibáñez et passe par Mahora, Fuentealbilla et Golosalvo, jusqu'à la capitale provinciale, pour un trajet d'environ 1 heure.

## Patrimoine

### Église de Nuestra Señora de la Natividad
Populairement connue sous le nom de cathédrale de La Manchuela. La construction correspond aux XVIe, XVIIe et XVIIIe siècles, en raison des différents concepts architecturaux que l'on peut apprécier en étudiant son chevet et la zone de la nef. La caractéristique la plus remarquable de cette église est sa grande abside octogonale, inspirée de certaines œuvres baroques andalouses.
Cette église est le résultat de la combinaison de formules gothiques et baroques, où les architectes ont su concevoir une formule d'adaptation entre le gothique et le classique, donnant naissance à un temple de grandes dimensions, qui sera une nouveauté par son aspect classique.

### Pont romain
Dans les environs d'Alborea, nous trouvons un témoignage tangible de la riche histoire de cette ville : un pont antique encore en très bon état.
Ce pont est l'un des rares témoins de l'évolution des situations sociales, économiques et politiques qu'ont connues Alborea et sa région.

## Nature

### Rivière Cabriel
Le Cabriel est l'un des fleuves les plus cristallins d'Europe et délimite géographiquement Alborea et la Communauté valencienne.
Les forêts et les paysages vierges qui entourent cette rivière, ainsi que la propreté de ses eaux, en font un lieu idéal pour tous ceux qui recherchent la nature dans son expression la plus pure.
À Alborea, après avoir suivi un parcours piétonnier, vous trouverez un excellent endroit pour vous baigner et passer la journée dans un environnement écologique.
D'autre part, ses eaux peu profondes se prêtent à tous les types de pêche et ont été déclarées zones de pêche à la truite. Les espèces les plus courantes sont la truite arc-en-ciel, le barbeau, le brochet et même l'anguille.

### La Cañada
À 2 km d'Alborea se trouve La Cañada, un endroit réservé pour profiter du grand air et de la nature.
Si vous souhaitez partager un barbecue avec vos amis et votre famille, La Cañada est l'endroit idéal. C'est pourquoi les habitants d'Albore y participent à de nombreuses festivités de la commune, comme le pèlerinage du 1er mai ou la Journée de Castille-La Manche.
En 2008, un projet intéressant a été lancé ici : créer un espace vert et une zone récréative à La Cañada pour la construction d'un petit ermitage.

## Festivals

### Fêtes locales
Chaque année, le 8 septembre, Alborea célèbre la fête de la patronne de la ville, Notre-Dame de la Nativité. Avec des événements, des jeux, des concours, des défilés, des danses en plein air, de la musique, de la danse et bien d'autres choses encore, les habitants d'Alborea donnent libre cours à la fête pendant les cinq jours que dure cette fête la plus importante d'Alborea. Parmi les activités les plus caractéristiques des festivités figure le traditionnel défilé d'ouverture, qui a lieu lors de l'inauguration officielle et au cours duquel des chars et des troupes défilent dans une atmosphère de joie et de célébration. Un autre moment fort est la procession et l'offrande de fleurs à la Vierge, qui a lieu le 8 septembre.

### Fêtes de San Isidro
En commémoration du saint patron des agriculteurs, San Isidro, la coopérative rurale locale qui porte son nom invite à visiter ses installations et, tout au long de la journée, diverses activités sont organisées, comme la bénédiction des champs.

### Pèlerinage du 1er mai
Cette fête commence tous les soirs le 30 avril, avec les Cantos de Mayos à la Vierge, et se poursuit le 1er mai avec le transfert de la Virgen del Carmen à La Cañada, où elle attend un pèlerinage.

## Administration
| Période                                  | Période | Identité | Étiquette | Qualité |
| ---------------------------------------- | ------- | -------- | --------- | ------- |
|                                          |         |          |           |         |
| Les données manquantes sont à compléter. |         |          |           |         |